# Neogabara plagiola
Neogabara plagiola är en fjärilsart som beskrevs av Alfred Ernest Wileman och Reginald James West 1929.
Neogabara plagiola ingår i släktet Neogabara och familjen nattflyn. Inga underarter finns listade i Catalogue of Life.